# 濱田洒堂
濱田 洒堂（はまだ しゃどう、生年不詳 - 元文2年9月13日（1737年10月6日）?）は、江戸時代前期から中期にかけての俳人、近江蕉門。医師名は道夕、別に珍夕・珍碩と号し、洒落堂及びそれを略して洒堂とも言った。近江国膳所藩の医師。

## 生涯
元禄2年（1689年）頃松尾芭蕉に入門した。元禄3年（1690年）、「奥の細道」の旅の後暫く大津粟津（現大津市粟津町）に留まっていた時、芭蕉は洒堂の家に遊び「洒落堂記」を作り洒堂に贈った。同年夏洒堂は芭蕉、菅沼曲水（膳所藩士） ・八十村路通（近江三井寺）・山本荷兮（尾張蕉門）・越智越人（尾張蕉門）・河合乙州（近江蕉門）・水田正秀（膳所藩士）など主に近江近隣俳人の歌仙連句を集め「ひさご集」を撰した。
元禄4年（1691年）病から幻住庵で静養中の芭蕉を多くの弟子が訪れ歓談した。洒堂も度々訪れ「細脛の 休め處や 夏の山」の句を詠み、また別の日に芭蕉と共に唐崎に遊び三上千那の庵にて「草取りの はれに染めなす 柿苧かな」と吟じた。また、同年11月芭蕉が江戸に下った際は、洒堂も元禄5年（1692年）江戸に向かい深川芭蕉庵に出入りし、翌年2月に帰郷した。その間芭蕉・松倉嵐蘭・岱水・杉山杉風・曾良・森川許六の連句・俳句を集めて「深川集」を作った。
元禄6年（1693年）夏に居を難波に移して「市の庵」を結び、翌年句集「市の庵」を編した。元禄7年（1694年）8月の洒堂は芭蕉に「之道も無事に居られ申し候。大坂も前句付に殊之外うすらぎ、宗匠手前會なども御座無く候て、俳諧随分隙に御座候由承り候。猶追ひ追ひ貴意を得べく候条、早（※踊り字）申し上げ候」と大阪蕉門の停滞を訴えた。大阪において洒堂は当地蕉門の槐本之道と主導権争いを行っており、芭蕉は仲裁のため難波に出向き洒堂と之道の家に公平に逗留し、両人の門弟が集まって句会を催したことを「之道・洒堂兩門の連衆打込之會相勤候」と水田正秀に伝えている。
松尾芭蕉は難波訪問における之道と洒堂との争いの仲裁に労したためか、芭蕉は曲水の所望するままに大旅行を一緒にやることを計画していたようであったが、大坂までの旅で体力の衰えを痛感し、もはや不可能であることを曲水に便りした。その後、之道邸に逗留中芭蕉は病を発症、元禄7年10月12日（1694年11月28日）大坂御堂筋の旅宿花屋仁左衛門方で「旅に病んで夢は枯野をかけ廻る」の句を残して客死した。
芭蕉病没前後に見舞いや葬儀に洒堂は出席しておらず、その頃の動向は不明だが、難波での之道等との句会の後旅に出たと考えられている。芭蕉手向発句集には洒堂の「盆の来て 弟子を集る 薄の穂」句が収められている。晩年は膳所に帰り、元禄15年（1702年）水田正秀と共に句集「白馬集」を編み、膳所藩主に以前にも勝る身の上で仕えたと伝えられている。元文2年（1737年）死去との説もあるが、根拠不明とされている。

## 著作
- 句集「ひさご集」
- 句集「深川集」
- 句集「市の庵」
- 句集「白馬集」水田正秀と共に編む

- 代表作（句）

草取の はれに染めなす 柿苧哉
杉原の 上に筆ちる 星の陰
いろいろの 名もむつかしや 春の草
知恵の有る 人には見せじ けしの花
高土手に 鶸の鳴日や 雲ちぎれ
日の影や ごもくの上の 親すゞめ
名月や 誰吹起す 森の鳩
とうきびに かげろふ軒や 玉まつり
春雨や 簔につゝまん 雉子の聲
名月の 海より冷る 田簔かな

## エピソード
芭蕉は洒堂に対して、「発句は頭よりすらすらと伝え下したることを上品とす。汝が如く物二三取集るものにあらず。黄金を打のべたらん如く有るべし」と教えたことがあった。洒堂は発句より連句を得意としていたようだ。